# Останній сеанс Фрейда
«Останній сеанс Фрейда» (англ. Freud's Last Session) — художній фільм 2023 року із Ентоні Гопкінсом та Метью Гудом у головних ролях. Стрічка заснована на однойменній виставі Марка Сен-Жермена, яка в свою чергу базується на книзі «Питання про Бога» Армана Ніколі. Фільм зняв режисер Метью Браун за сценарієм Марка Сен-Жермена.
Прем’єра відбулася на фестивалі AFI Fest 27 жовтня 2023 року. «Sony Pictures Classics» випустили фільм у США 22 грудня 2023 року.

## У ролях
- Ентоні Гопкінс — Зигмунд Фрейд
- Метью Гуд — Клайв Стейплз Льюїс
- Лів Ліза Фріс — Анна Фрейд
- Джоді Бальфур — Дороті Берлінгем
- Джеремі Нортем — Ернест Джонс
- Орла Брейді — Джені Мур